# 埃米爾·伊韋爾森

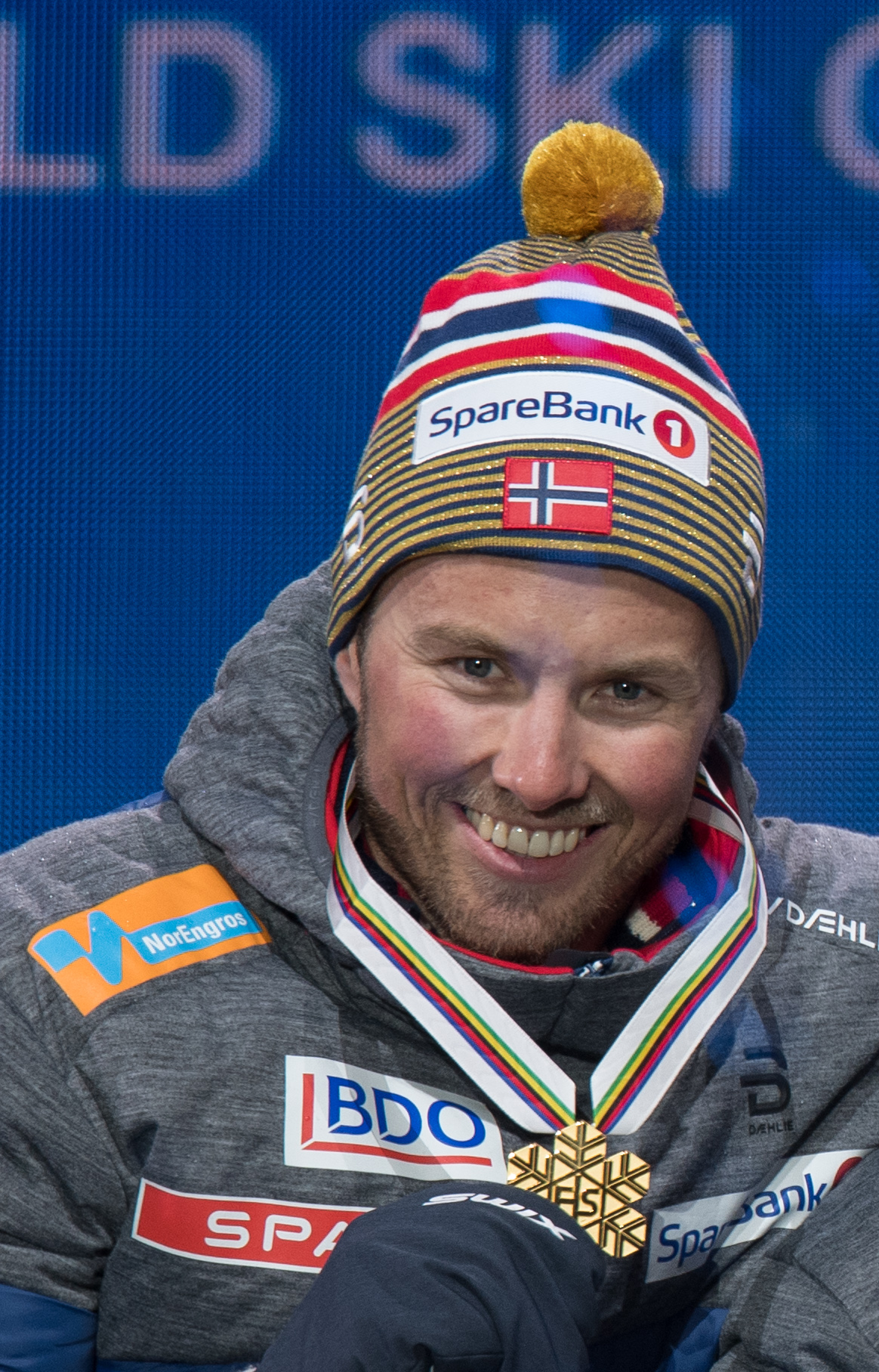
埃米尔·伊韦尔森，2019年

埃米爾·伊韋爾森（挪威語：Emil Iversen，1991年8月12日—），挪威越野滑雪運動員，他代表挪威隊參加了中國舉行的2022年冬季奧林匹克運動會，並且在男子4×10公里接力比賽上獲得銀牌。